# Porsche 911 (clásico)
El modelo original del Porsche 911 (a veces también llamado Classic 911), es el primer modelo de la larga saga del Porsche 911, uno de los emblemas más prestigiosos desarrollados por el fabricante alemán Porsche.
Se desarrolló como un reemplazo mucho más potente, más grande y más cómodo para el Porsche 356. El nuevo automóvil hizo su debut público en el Internationale Automobil-Ausstellung de 1963, más conocido como el Salón del Automóvil de Fráncfort.
Inicialmente fue designado como el Porsche 901, después de su número de proyecto interno. Sin embargo, Peugeot protestó alegando que en Francia tenía derechos exclusivos para los nombres de automóviles formados por tres números con un cero en el medio. Entonces, en lugar de vender el nuevo modelo con otro nombre en Francia, Porsche cambió el nombre a 911. Salió a la venta en 1964.
Fuera de Europa, el 356 consiguió ganar dentro de su categoría la Carrera Panamericana en 1952 y 1953, que se trata de una competición tipo rally a través de la República Mexicana, por lo que las victorias en esta carrera fueron el origen de la denominación "Carrera" utilizado para los 356 y 911.

## Historia
Cuando se lanzó el Porsche 911 (901) en 1964, estaba equipado con un motor de 2 litros de cilindrada del tipo Flat 6 (con 6 cilindros situados en el mismo plano horizontal), montado debajo del capó trasero. Su arquitectura, combinada con un sistema de refrigeración por aire, produce un sonido único e inconfundible, que contribuirá en gran medida a forjar su imagen. Después de algunos desarrollos notables, dirigidos principalmente a aumentar la potencia, el par y mejorar la carburación, Porsche revisó su Flat 6 en profundidad para optimizarlo y darle más potencia, la cual en todos los modelos de la gama, se vio incrementada en 10 CV (7,4 kW) adicionales.
La transmisión manual de 5 velocidades del 901 estaba equipada con un cárter de magnesio. Opcionalmente, el comprador podía optar por un cambio semi-automático Sportomatic (Tipo 905), en el que se suprimió el embrague, sustituido por un sensor eléctrico, de forma que en cuanto se hacía una leve presión sobre la palanca de cambios, se accionaba de forma automática un sistema asistido neumáticamente que, mediante un convertidor de par, engranaba las marchas. El vehículo pesaba alrededor de una tonelada, por lo que sus 140 CV (138 HP; 103 kW) de potencia y su perfil bajo le permitían alcanzar 215 km/h (134 mph), acelerar de 0 a 100 km/h (62 mph) en 9 segundos y recorrer un kilómetro desde parado en 30,2 segundos.
La arquitectura especial del Porsche 911, con su motor en voladizo trasero, tiene un impacto obvio en su comportamiento en carretera. El comportamiento de los primeros modelos fue muy delicado, por lo que se montaron contrapesos de plomo de 50 kg (110 lb) junto a los parachoques delanteros. Después del aumento de la batalla del Porsche 911s en 1967, los brazos traseros ganaron 5,7 cm (2,2 plg) de longitud y las barras de torsión pasaron a ser más gruesas. La suspensión delantera recibió puntales hidroneumáticos. Sería necesario esperar a 1971 para que el Porsche 911 2.2 E finalmente fuese equipado con una barra estabilizadora delantera.

## 2 litros

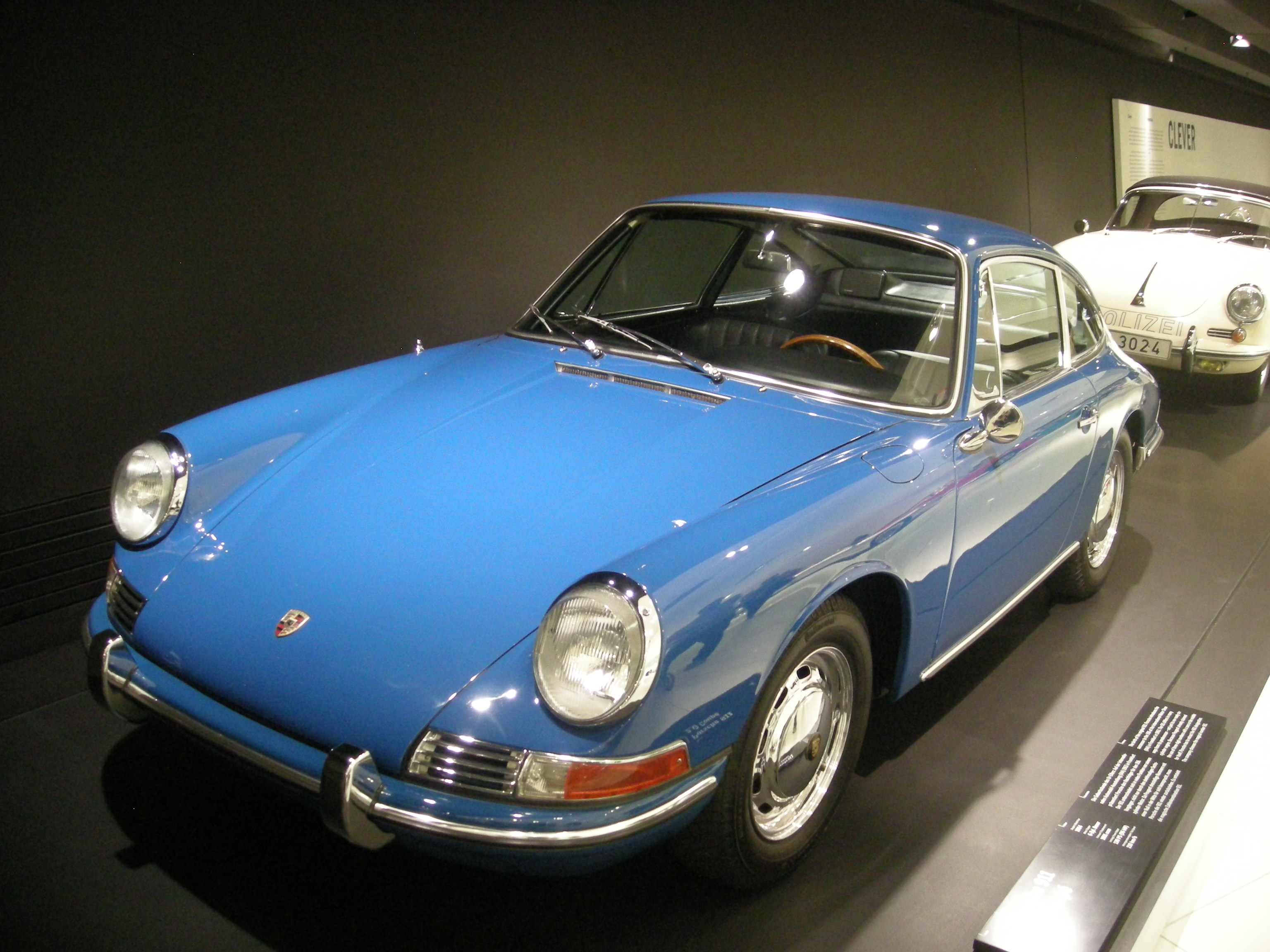
Un 2.0 Coupé de 1965 en el Museo Porsche

Las primeras ediciones del 911 de 1964, tenían un motor trasero tipo bóxer de 6 cilindros refrigerado por aire de 1991 cm³ (2 L), con una potencia de 130 CV (128 HP; 96 kW) a las 6.200 rpm y un par máximo de 17,8 kg·m (175 N·m) a las 4.200 rpm, similar a la unidad de cuatro cilindros de 1.6 L del 356. Fue acoplado a una transmisión manual "Tipo 901" de cinco velocidades. El automóvil tenía asientos 2+2, aunque la parte trasera era muy pequeña, también como el 356. El estilo fue en gran parte por Ferdinand "Butzi" Porsche, hijo de Ferdinand "Ferry" Porsche. Erwin Komenda, el líder del departamento de construcción de carrocerías de Porsche, también participó en el diseño.
Cuando la producción de 356 llegó a su fin en 1965, todavía había un mercado para un automóvil de 4 cilindros, particularmente en los EE. UU. El Porsche 912, un 911 ligeramente reducido, equipado con el motor de 90 CV (66 kW) del 356, se presentó el mismo año que su reemplazo.
En 1967, Porsche introdujo el más potente 911S con 160 CV (158 HP; 118 kW) a las 6.600 rpm y un par máximo de 18,3 kg·m (179 N·m) a las 5.200 rpm. Las llantas de aleación de Fuchs, con un diseño distintivo de 5 hojas, se ofrecieron por primera vez. Una versión de carreras de 210 CV (207 HP; 154 kW) del motor 911, fue desarrollada y utilizada en los autos de motor Porsche 904 y Porsche 906 de motor central.
La versión Targa, con una barra antivuelco revestida de acero inoxidable, apareció el mismo año. Estaba equipado con un panel de techo removible y una ventana trasera de plástico también removible, aunque se ofreció una versión de vidrio fijo a partir de 1968.
El nombre "Targa" - escudo en italiano - proviene de la carrera de autos deportivos de Targa Florio en Sicilia, en la cual Porsche había anotado siete victorias desde 1956, con cuatro más en 1973. Esto último, en el evento subsecuentemente descontinuado, es especialmente notable cómo se ganó con un 911 Carrera RS contra prototipos ingresados por las fábricas italianas de Ferrari y Alfa Romeo.
El 911T de 110 CV (108 HP; 81 kW) a las 5.800 rpm y un par máximo de 16 kg·m (157 N·m; 116 lb·pie) a las 4.200 rpm, también se lanzó en 1967 y reemplazó efectivamente al 912. El modelo básico de 130 CV (128 HP; 96 kW) a las 6.100 rpm y un par máximo de 17,8 kg·m (175 N·m) a las 4.200 rpm, pasó a llamarse 911L. El 911R, una versión de carreras liviana con puertas de aluminio delgadas, un cárter de magnesio, culatas de doble chispa y una potencia de 230 CV (227 HP; 169 kW) a las 8.000 rpm y un par máximo de 21 kg·m (206 N·m; 152 lb·pie) a las 6.000 rpm, tenía una producción muy limitada de solamente 20 unidades.
Para 1969, la versión 911T seguía con 110 CV (108 HP; 81 kW) a las 5.800 rpm y un par máximo de 16 kg·m (157 N·m; 116 lb·pie) a las 4.200 rpm, y aparece la versión 911E, ya que la letra "L" es remplazada por la letra "E", de la palabra alemana Einspritzung, que significa inyección, el cual tenía 140 CV (138 HP; 103 kW) a las 6.500 rpm y un par máximo de 20,1 kg·m (197 N·m) a las 4.500 rpm, mientras que la versión 911 S desarrollaba 170 CV (168 HP; 125 kW) a las 6.800 rpm y un par máximo de 18,5 kg·m (181 N·m) a las 5.500 rpm.

## 2,2 litros

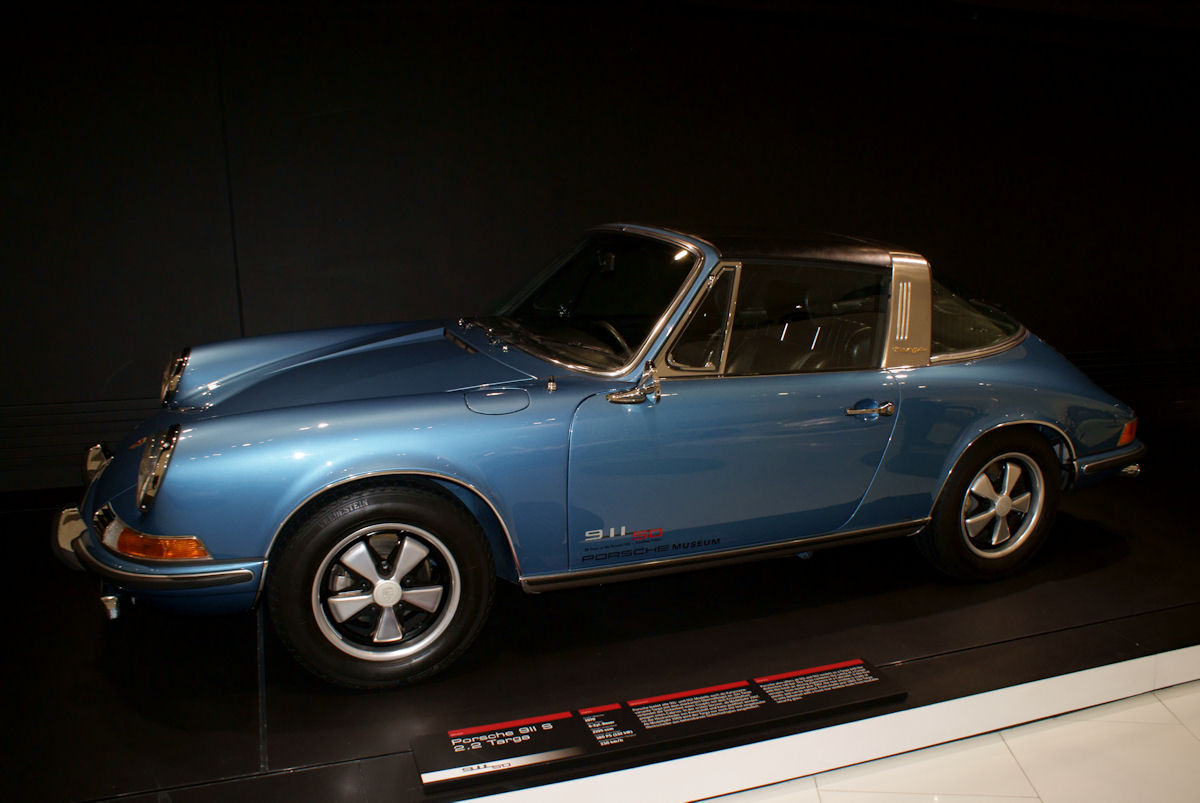
911S 2.2 Targa de 1970 en el Museo Porsche

No le tomó mucho tiempo a Porsche para aumentar la cilindrada del 911 por primera vez, ya que en agosto de 1969 el 2,2 L fue lanzado al mercado. Generalmente, se refieren como los modelos de 1970, cuyos motores de todos los 911 se incrementaron a 2195 cm³ (2,2 L), con un diámetro aumentado de 80 mm (3,15 plg) a 84 mm (3,31 plg). Otra importante actualización en la mecánica, fue el reemplazo del embrague de 215 mm (8,5 plg) por uno más grande de 225 mm (8,86 plg).
Los que estaban muy interesados o casi obsesionados con el 911, apreciaron el hecho de que el aumento a 2.2 litros también marcó la introducción del prefijo de número de tipo de motor de Porsche, que cambió de 901 a 911, lo que significa que el motor S de 2.2 litros se denominó 911/02.
Para el 911T, la potencia era de 125 CV (123 HP; 92 kW) a las 5.800 rpm y un par máximo de 18 kg·m (177 N·m; 130 lb·pie) a las 4.200 rpm, mientras que en el 911E era de 155 CV (153 HP; 114 kW) a las 6.200 rpm y un par máximo de 19,5 kg·m (191 N·m) a las 4.500 rpm; y en el 911S de 180 CV (178 HP; 132 kW) a las 6.500 rpm y un par máximo de 20,3 kg·m (199 N·m) a las 5.200 rpm.
El 912 fue descontinuado y reemplazado por el 914 como su modelo de entrada.

## 2,4 litros

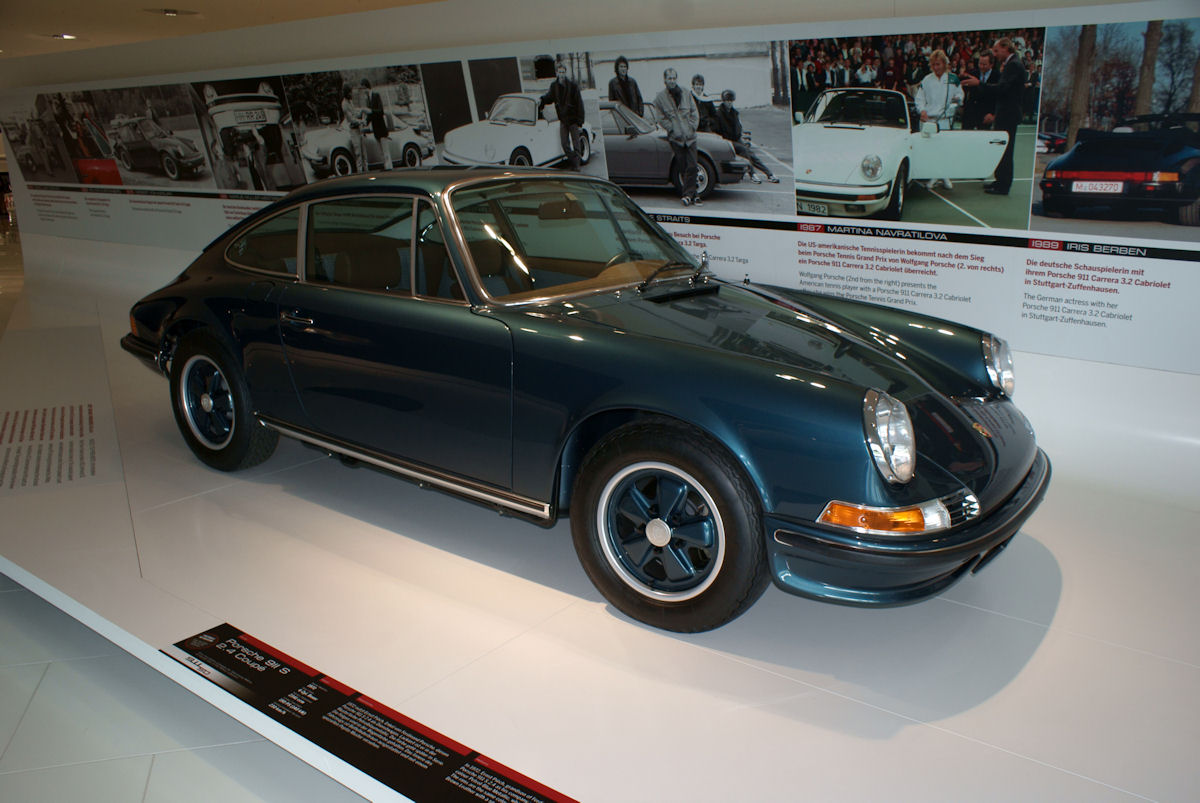
911S 2.4 Coupé de 1972 en el Museo Porsche

Para 1972–1973, consistieron en los mismos modelos del 911: el nivel de entrada T, el rango medio E y la parte superior de la línea S. Sin embargo, todos los modelos obtuvieron un motor más grande de 2341 cm³ (2,3 L) con una carrera aumentada a 70,4 mm (2,77 plg), el cual se conoce universalmente como el motor "2,4L", a pesar de que su desplazamiento está más cerca de 2,3 litros, tal vez para enfatizar el aumento sobre los 2,2 L. La nueva potencia para el T fue de 130 CV (128 HP; 96 kW) a las 5.600 rpm y un par máximo de 20 kg·m (196 N·m; 145 lb·pie) a las 4.000 rpm; para el E de 165 CV (163 HP; 121 kW) a las 6.200 rpm y un par máximo de 21 kg·m (206 N·m; 152 lb·pie) a las 4.500 rpm; y para el S de 190 CV (187 HP; 140 kW) a las 6.500 rpm y un par máximo de 22 kg·m (216 N·m; 159 lb·pie) a las 5.200 rpm.
Los 911E y 911S usaban inyección mecánica de combustible (MFI) en todos los mercados. El 911T tenía carburador, excepto en los Estados Unidos donde también usaba MFI, que representa la diferencia de potencia de 9 CV (6,6 kW) entre los dos. En enero de 1973, los 911T para el mercado estadounidense fueron transferidos al nuevo sistema de inyección continua de combustible (CIS) K-Jetronic de Bosch. Los entusiastas suelen referirse a estos automóviles con motor CIS como modelos "1973.5".
Para la competición en este tiempo, el 911 ST fue producido en números limitados, que fue de 1970 a 1971. El peso se redujo a 960 kg (2116 lb) y tuvieron éxito en las 6 Horas de Daytona, los 1000 km de Nürburgring y la Targa Florio.

## 2,7 litros

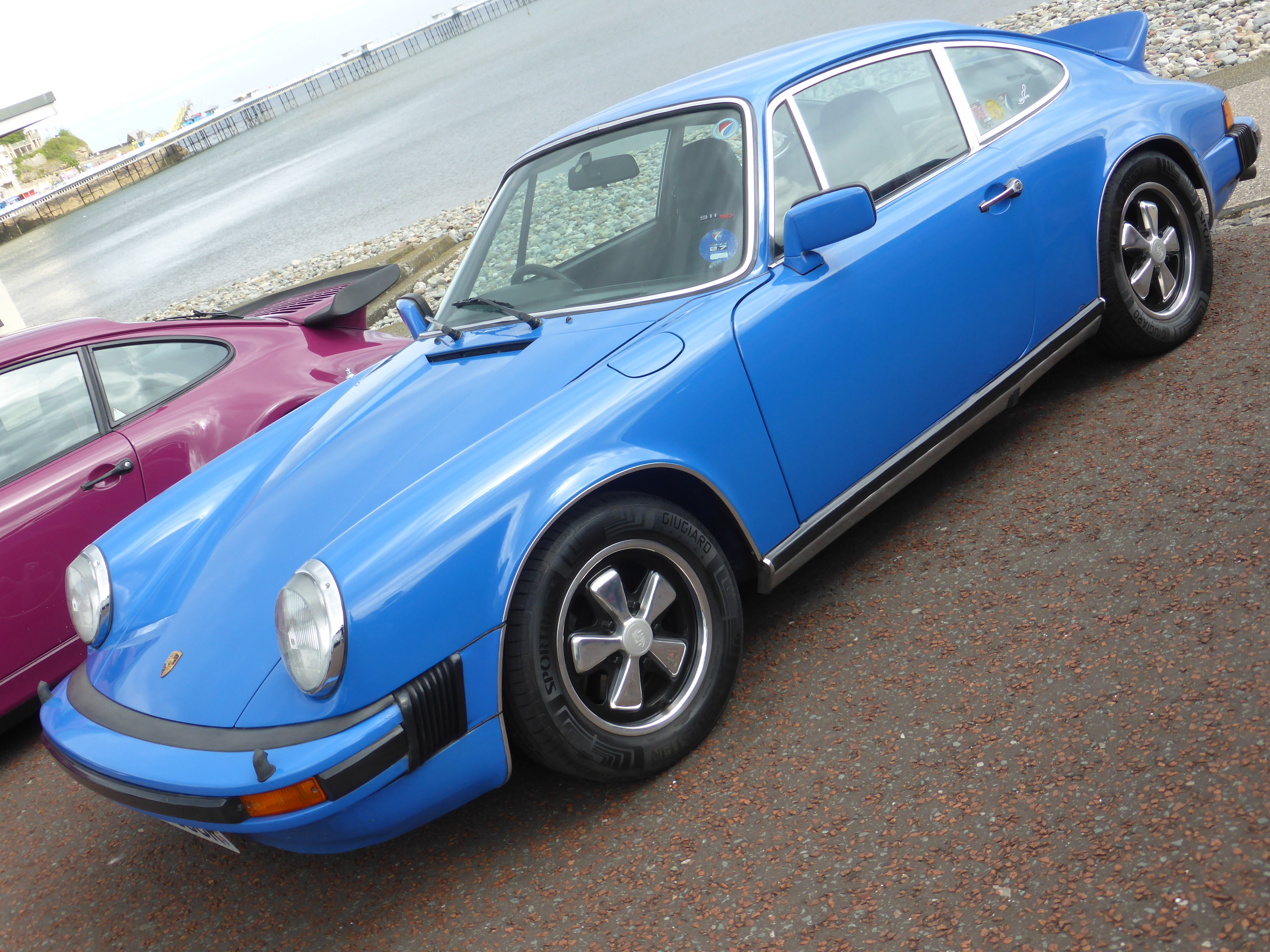
2.7 de 1976

En 1974, la cilindrada se incrementó a 2687 cm³ (2,7 L) con un diámetro x carrera de 90 mm (3,54 plg) x 70,4 mm (2,77 plg), dando un aumento en el par con el uso de la inyección CIS K-Jetronic de Bosch en dos de los tres modelos de la línea: los 911 y 911S, que conservan las alas traseras estrechas del viejo 2,4 L y tenían una versión menos potente del motor RS, que producía 150 CV (148 HP; 110 kW) a las 5.700 rpm y un par máximo de 24 kg·m (235 N·m; 174 lb·pie) a las 3.800 rpm; mientras que el 911S producía 175 CV (173 HP; 129 kW) a las 5.800 rpm y un par máximo de 24 kg·m (235 N·m; 174 lb·pie) a las 4.000 rpm.

### Carrera 2,7 G y H
El Carrera 2,7 era mecánicamente similar al RS de 1973, heredando su motor MFI de 210 CV (207 HP; 154 kW) a las 6.300 rpm y un par máximo de 26 kg·m (255 N·m; 188 lb·pie) a las 5.100 rpm y seguía pesando los mismos 1075 kg (2370 lb). Tenía las aletas traseras RS anchas y también la cola de pato para el modelo 1974, excepto para el mercado alemán. Estaba disponible como coupé o Targa. Para 1976, se realizó una serie especial de 113 cupés con MFI.

### Carrera RS

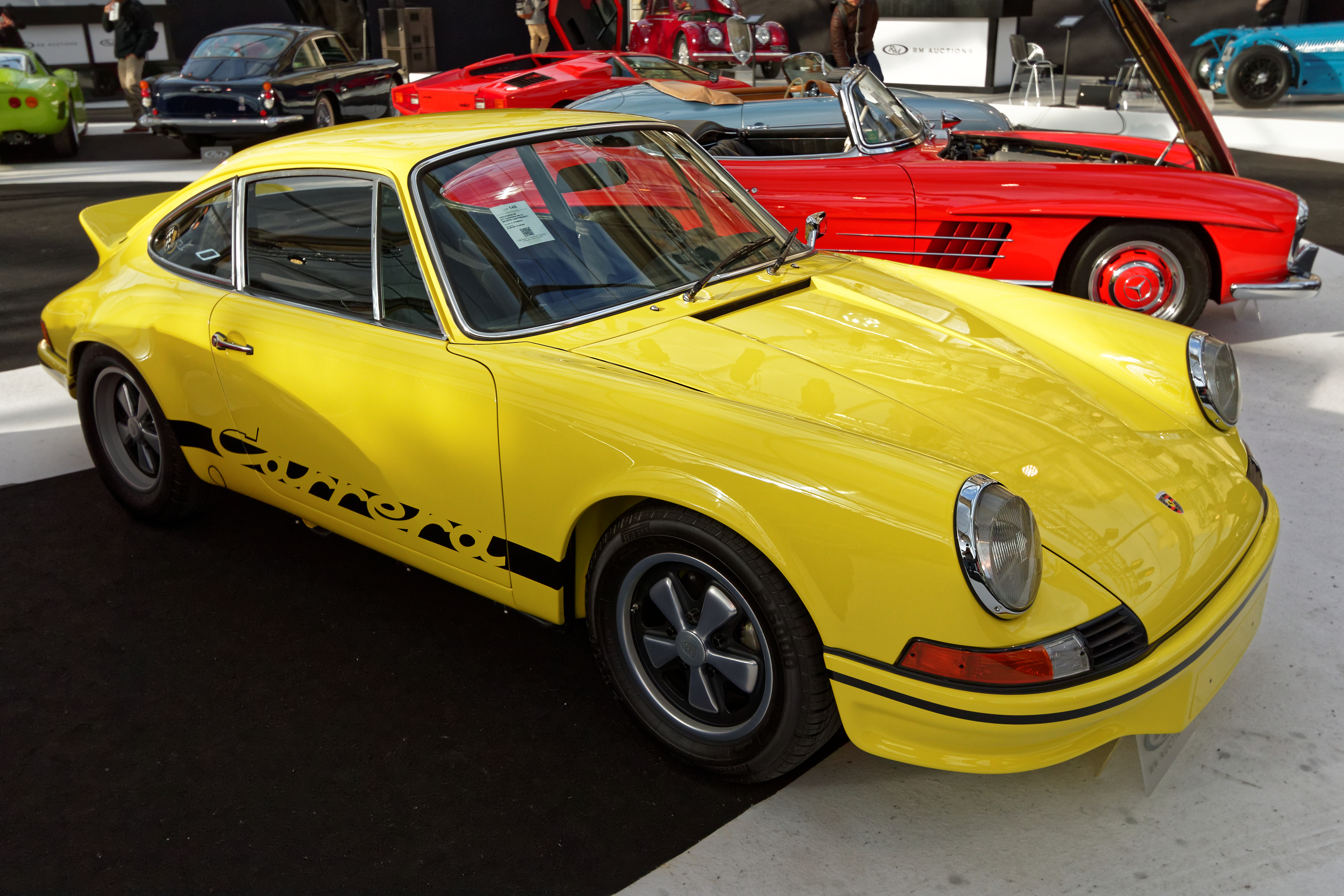
Porsche 911 Carrera RS 2.7 Sport Lightweight de 1973

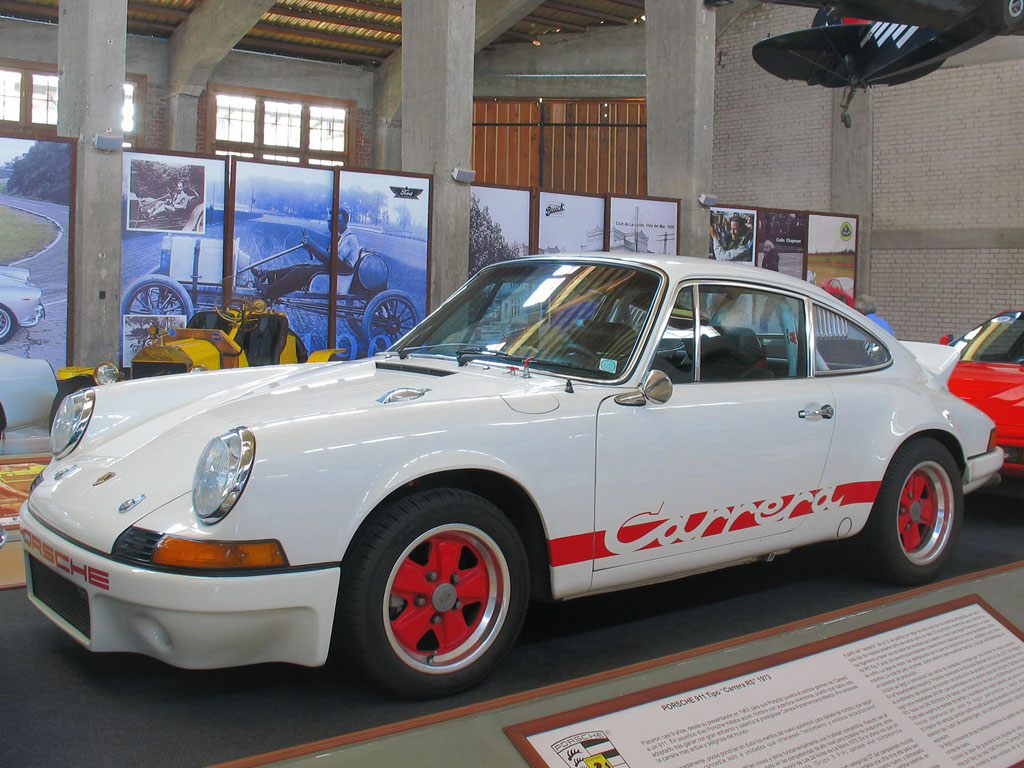
Porsche 911 Carrera RS de 1973

En 1972 hace su aparición el Carrera RS (de Renn Sport en alemán; deportivo de competición). Este modelo es una versión más deportiva del Carrera, cuyo único propósito era la competición. Es reconocible gracias a su "cola de pato" y una aleta integrada en la cubierta trasera. Inaugura los primeros modelos llamados Lightweight, con un escudo frontal en poliéster que integra un radiador de aceite adicional.
Se fabricaron dos versiones del Carrera RS: Light y Touring. El modelo Light es una versión del 911 más ligera, mediante la disminución del espesor de la chapa y del vidrio de ciertos elementos. También incorporaba un bastidor frontal auxiliar específico de aluminio forjado y un depósito de combustible y parachoques de plástico. Se eliminaron adornos, insonorización y múltiples detalles, como el bloqueo del capó, los asientos traseros, el panel de instrumentos acolchado, el reloj, los bolsillos, los apoyabrazos, las manijas de retorno de las puertas y la apertura de la ventana trasera. Los asientos delanteros se reemplazaron por unos tipo baquet Recaro.
La versión Touring era un RS más civilizado. Disponía de numerosos elementos de confort tomados del 2,4, así como de un parachoques de goma.
El propósito del RS era disputar las competiciones europeas. Para obtener la aprobación en el Grupo 4, era necesario vender al menos 500 unidades, pero sobrepasó las 1500, lo que también permitió su homologación en el Grupo 3. El motor era un derivado de los 2,4 L que por rectificado pasaron a 2687 cm³ (2,7 L). Se modificaron también algunos componentes, lo que permitió que el motor rindiera 210 CV (207 HP; 154 kW) a las 6.300 rpm y un par máximo de 26 kg·m (255 N·m; 188 lb·pie) a las 5.100 rpm, convirtiéndose en uno de los 911 más potentes, además de una suspensión mejorada y más rígida, un spoiler trasero de "cola de pato", frenos más grandes y llantas traseras más anchas. En términos de rendimiento, aceleraba de 0 a 100 km/h (62 mph) en 5,8 segundos y alcanzaba una velocidad máxima de 245 km/h (152 mph).
En la versión RS Touring pesaba 1075 kg (2370 lb) y para la versión Sport Lightweight, alrededor de 100 kg (220 lb) más ligero, derivado de utilizar acero de calibre delgado en partes de la carcasa de la carrocería y vidrio más delgado. En total, se fabricaron 1.580 unidades.
El Carrera RSR 3.0 y el Carrera RSR Turbo con su motor de 2,1 L, debido a una fórmula de equivalencia 1.4x, se fabricaron en pocas cantidades para las carreras. La versión turbo ocupó el segundo lugar en las 24 Horas de Le Mans en 1974, un evento significativo en el sentido de que su motor formaría la base de muchos futuros intentos de Porsche en las carreras de autos deportivos y puede considerarse como el comienzo de su compromiso con la turboalimentación.

## Turbo (Type 930)

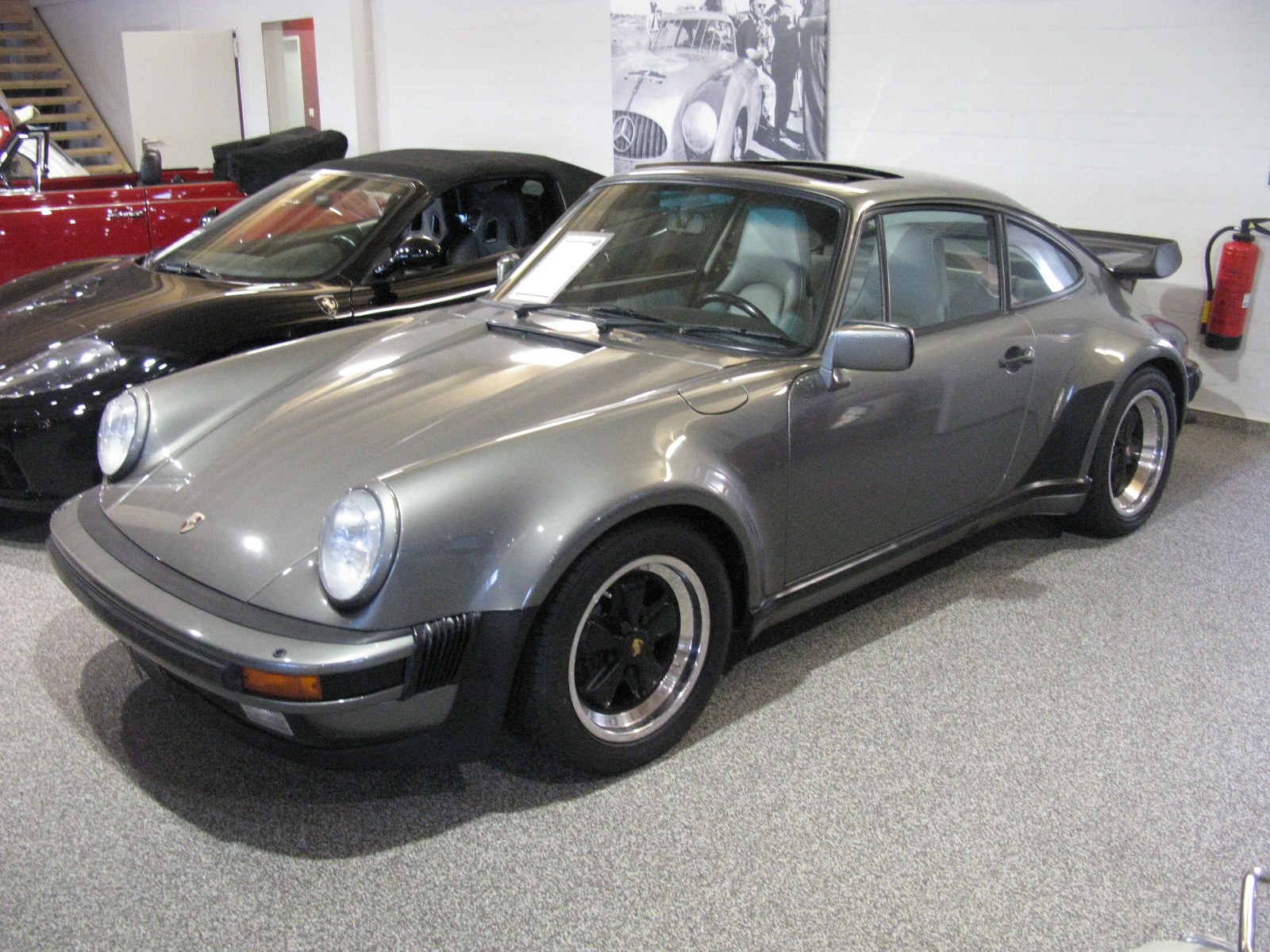
911 (930) Turbo

En 1974, Porsche introdujo el primer 911 turboalimentado de producción. Aunque se llamó simplemente Porsche 911 Turbo en Europa, se comercializó como el Porsche 930 o número de tipo interno en América del Norte. La forma de la carrocería es distintiva, gracias a los amplios arcos de las ruedas para acomodar los neumáticos anchos y un gran alerón trasero, a menudo conocido como "cola de ballena" en los primeros autos, y "bandeja de té" en los posteriores.
Comenzando con un motor de 2994 cm³ (3 L) con un diámetro x carrera de 95 mm (3,74 plg) x 70,4 mm (2,77 plg) y un turbocompresor KKK, producía 260 CV (256 HP; 191 kW) DIN a las 5.500 rpm y un par máximo de 35 kg·m (343 N·m; 253 lb·pie) DIN a las 4.000 rpm. Para 1978, la cilindrada aumentó a 3299 cm³ (3,3 L) con un diámetro x carrera de 97 mm (3,82 plg) x 74,4 mm (2,93 plg), que producía 300 CV (296 HP; 221 kW) DIN a las 5.500 rpm y un par máximo de 42 kg·m (412 N·m; 304 lb·pie) DIN a las 4.000 rpm.
Los primeros autos son conocidos por su estimulante aceleración junto con características de manejo desafiantes y un retraso del turbo (turbo lag) extremo.
Solamente en 1989, su último año de producción, el 930 estaba equipado con una caja de cambios de cinco velocidades. El 930 fue reemplazado en 1990 por una versión del 964 con el mismo motor de 3,3 L. Ha habido variantes turbo de cada generación posterior de 911.

### Flachbau

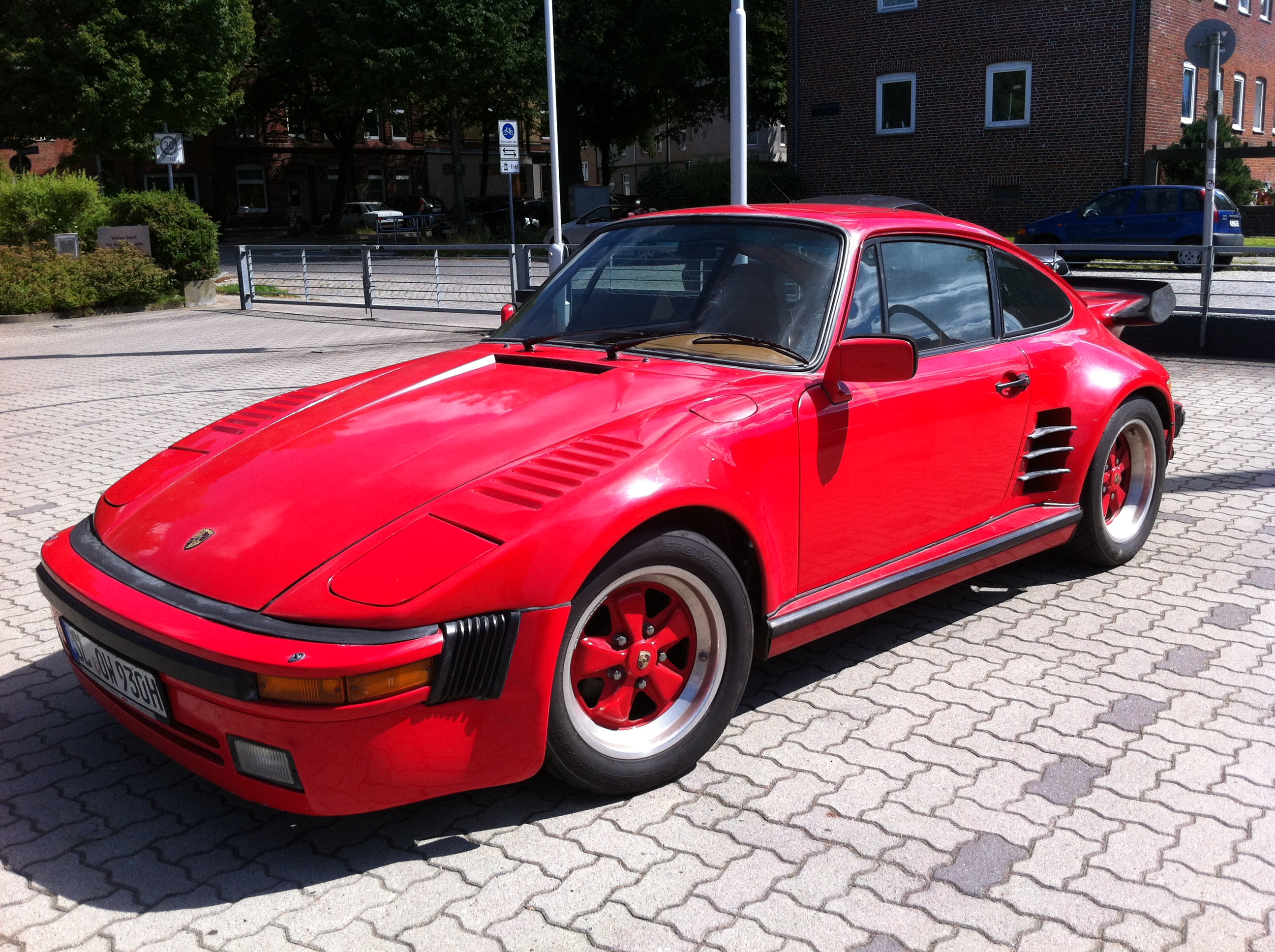
911 Turbo 3.3 Flatnose (type 930)

En 1986, Porsche finalmente ofreció el "Slantnose", llamado "Flachbau" en Alemania, directamente de fábrica. La designación oficial en el Reino Unido era Turbo SE y a veces también se referían como "nariz plana". Ofrecido como el tope de la gama, este modelo tenía la carrocería mejorada y el motor con una potencia aumentada a 330 CV (325 HP; 243 kW) a las 5.500 rpm y un par máximo de 44 kg·m (431 N·m; 318 lb·pie) a las 4.000 rpm.
Costaba casi el doble del modelo estándar y rara vez se ordenó. Antes de 1986, Porsche había ofrecido la opción de carrocería Flachbau fuera de su departamento de servicio al cliente, conocido como Sonderwunschen.
Con el aumento en la potencia, no es sorprendente que el Flachbau fuera el más rápido de todos los modelos 930, llegando a una velocidad máxima de 275 km/h (171 mph) y una aceleración probada por el fabricante de 0-100 km/h (62 mph) en 5,2 segundos.
El Flachbau se vendió en todo el mundo con más de 800 modelos, incluso en los EE. UU.

## SC

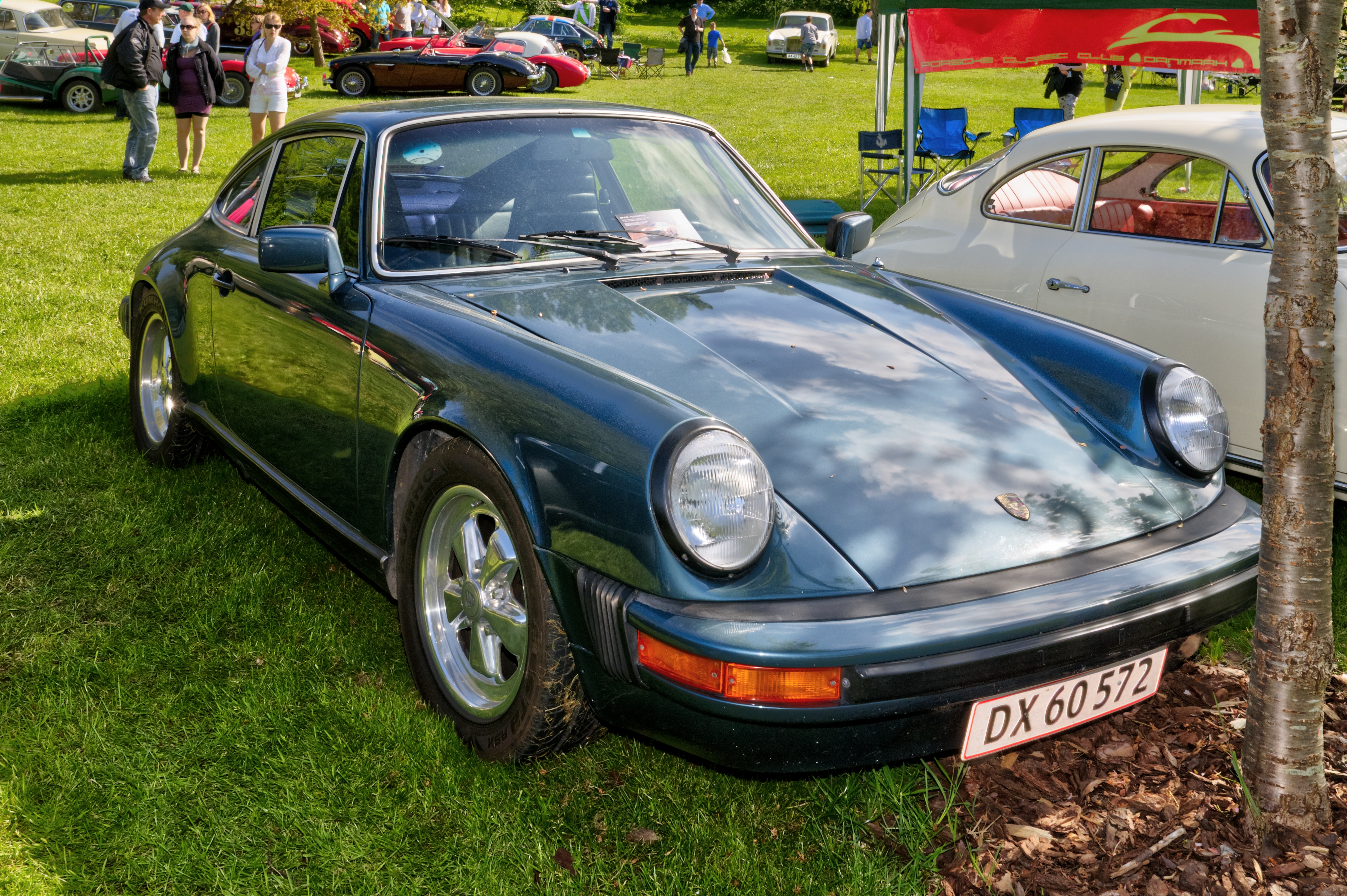
SC 3.0 de 1978

Comenzando el modelo de 1978, el nuevo SC de 2994 cm³ (3 L) con un diámetro x carrera de 95 mm (3,74 plg) x 70,4 mm (2,77 plg), era el modelo básico del 911. Fue en efecto un Carrera 3 (conocido como 911S en los Estados Unidos) con potencia reducida a 180 CV (178 HP; 132 kW) a las 5.500 rpm y un par máximo de 27 kg·m (265 N·m; 195 lb·pie) a las 4.200 rpm. La designación "SC" fue reintroducida por Porsche por primera vez desde el 356 SC (a diferencia del 356 Carrera con motor de carrera). No se produjeron versiones Carrera y el 930 Turbo quedó en la parte superior de la gama. Los ingenieros de Porsche consideraron que el peso del lujo adicional, el equipo de seguridad y las emisiones en estos autos, fue un rendimiento contundente en comparación con los autos anteriores y más livianos con la misma potencia de salida, por lo que en los modelos no estadounidenses, para 1980 la potencia se incrementó a 188 CV (185 HP; 138 kW) a las 5.500 rpm y un par máximo de 27 kg·m (265 N·m; 195 lb·pie) a las 4.200 rpm; y finalmente, a 204 CV (201 HP; 150 kW) a las 5.900 rpm y un par máximo de 27,2 kg·m (267 N·m) a las 4.300 rpm.
En 1980, Porsche ofreció en el mercado estadounidense una versión de edición especial Weissach del 911 SC, que lleva el nombre de la ciudad en Alemania donde Porsche tiene su centro de investigación, el cual producía 174 CV (172 HP; 128 kW) a las 5.500 rpm y un par máximo de 24,2 kg·m (237 N·m) a las 4.200 rpm.
En 1981, se mostró un concepto Cabriolet en el Salón del Automóvil de Fráncfort. El modelo no solamente era un verdadero descapotable, sino que también presentaba tracción en las cuatro ruedas, aunque esto se eliminó en la versión de producción. El primer 911 Cabriolet debutó a fines de 1982, como un modelo de 1983. Este fue el primer descapotable de Porsche desde el 356 de mediados de la década de 1960. Las ventas de 911 SC totalizaron 58.914 automóviles.

## 3,2 Carrera

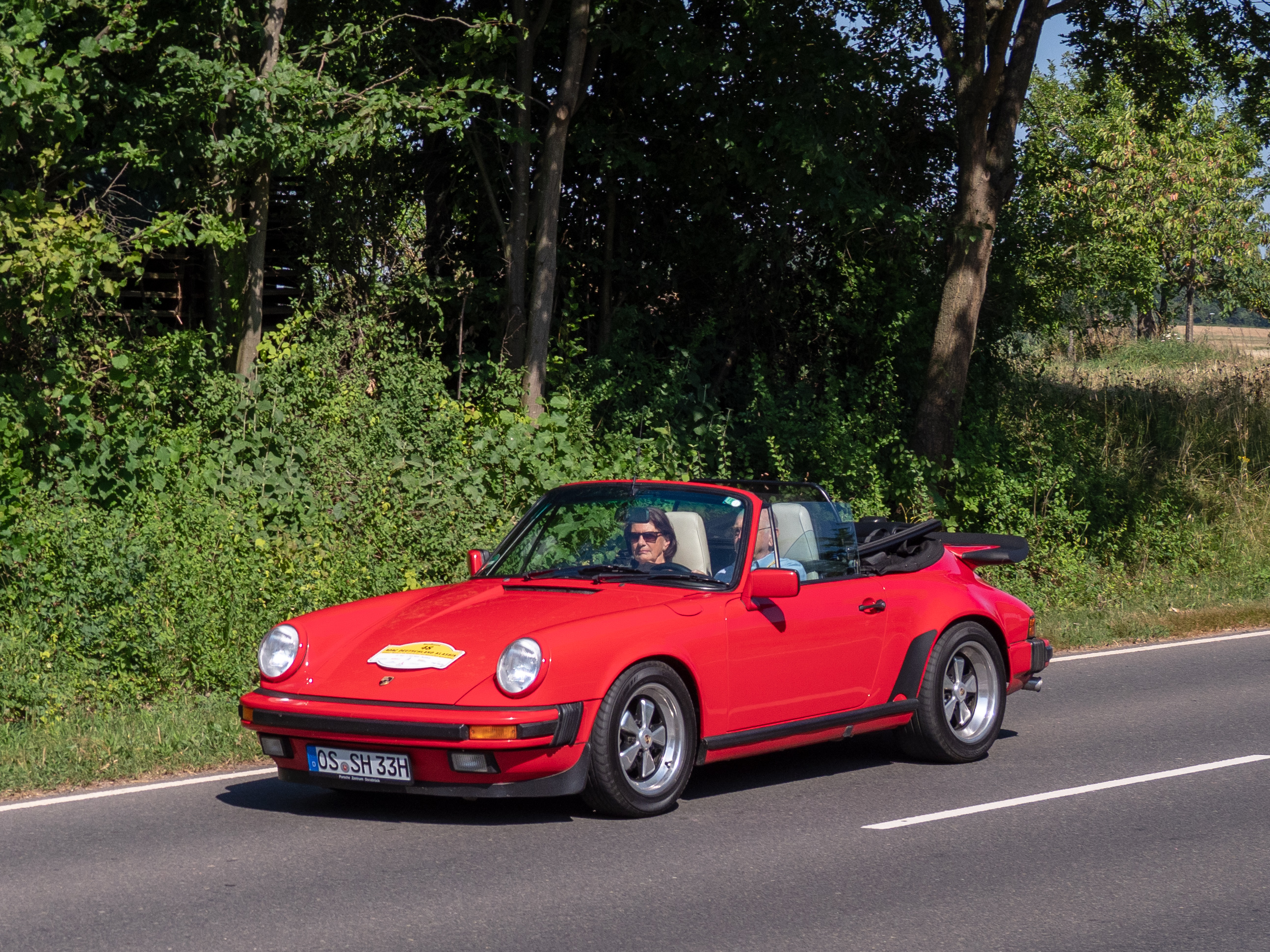
Carrera 3.2 Cabriolet

Fue el 911 3.2 Carrera lanzado como modelo 1984 el que revivió el nombre de Carrera por primera vez desde 1977, el cual fue la última versión de la serie 911 original, con todos los modelos posteriores con un nuevo estilo de carrocería, nuevas tecnologías de freno, electrónica y suspensión.
Se utilizó un nuevo motor de mayor desplazamiento incrementado a 3.2 litros. En ese momento, Porsche afirmó que era 80% nuevo. La nueva cilindrada de 3164 cm³ (3,2 L) se logró utilizando el diámetro de 95 mm (3,74 plg) (del modelo SC anterior) combinado con la carrera de 74,4 mm (2,93 plg) del cigüeñal del Turbo 3,3 de 1978. Además, los pistones con cúpula más alta aumentaron la relación de compresión de 9.8:1 a 10.3:1, aunque para el mercado estadounidense fue de 9.5:1. Se instalaron nuevos sistemas de admisión y escape. La transmisión 915 se transfirió de la serie SC durante los primeros tres años del modelo. En 1987, el Carrera obtuvo una nueva caja de cambios Getrag de cinco velocidades, modelo número G50 con sincronizadores BorgWarner probados. Esta versión un poco más pesada, también presentaba un embrague de accionamiento hidráulico.
Con el nuevo motor, la potencia se incrementó a 217 CV (214 HP; 160 kW) a las 5.900 rpm y un par máximo de 27 kg·m (265 N·m; 195 lb·pie) a las 4.800 rpm. para los automóviles entregados en América del Norte; y a 231 CV (228 HP; 170 kW) a las 5.900 rpm y un par máximo de 29 kg·m (284 N·m; 210 lb·pie) a las 4.800 rpm para la mayoría de los demás mercados.
El refinamiento de la conducción y la confiabilidad del motor, se mejoraron con una actualización de los componentes de control de combustible y encendido a uno del tipo L-Jetronic con Bosch Motronics 2 DME (sistema Digital Motor Electronics). Una mejora en la eficiencia del combustible se debió a que el DME proporcionó un corte de gasolina en el exceso. Los cambios en el mapa de combustible y la programación de chips desde octubre de 1986, mejoraron aún más la potencia para automóviles entregados en América del Norte, así como para otros mercados que solicitan bajas emisiones, como Alemania.
A fines de 1989, el 911 experimentó una gran evolución con la introducción del Type 964 (1989-1993).